# Melanozosteria tristylata
Melanozosteria tristylata är en kackerlacksart som först beskrevs av Hanitsch 1933.  Melanozosteria tristylata ingår i släktet Melanozosteria och familjen storkackerlackor. Inga underarter finns listade i Catalogue of Life.